# Halecium cymiforme
Halecium cymiforme är en nässeldjursart som beskrevs av George James Allman 1888. Halecium cymiforme ingår i släktet Halecium och familjen Haleciidae. Inga underarter finns listade i Catalogue of Life.